# Uadzsmesz
Uadzsmesz (w3ḏ-ms) ókori egyiptomi herceg a XVIII. dinasztia idején, I. Thotmesz egyik fia.
Feltehetőleg pár évvel apja trónra lépése előtt született. Nem tudni, neki és Amenmosze nevű fivérének Ahmesz vagy Mutnofret királyné volt az anyja; előbbi esetben Hatsepszutnak, utóbbi esetben II. Thotmesznek az édestestvére volt.
Valószínűleg már apja halála előtt meghalt. Amenmoszéval közös tanítójuk, Paheri El-Kab-i sírjában maradt fenn több ábrázolása, az egyiken gyermekként Paheri térdén ül. Uadzsmeszt és egy Ramosze nevű herceget említik I. Thotmesz thébai halotti kápolnájában, Mutnofret királynéval együtt. A kápolna valószínűleg II. Thotmesz idejében épült, ma két későbbi épület, IV. Thotmesz halotti temploma és a Ramesszeum között található. Itt megtalálták Mutnofret egyik szobrát, ami valószínűsíti, hogy ő volt az anyja.
Érdekesség, hogy Uadzsmesz neve feltűnik kártusba írva, ami hercegeknél ritkán fordult elő.

## Galéria

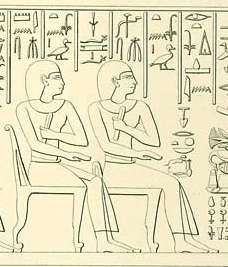
Amenmosze (balra) és Uadzsmosze
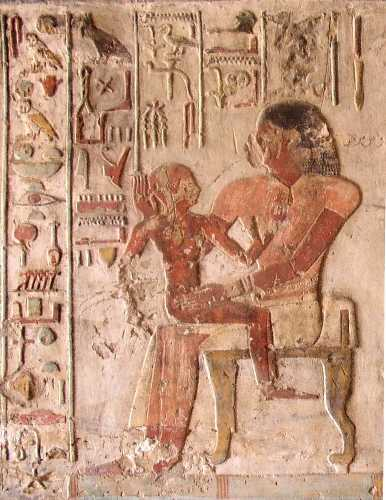
Uadzsmosze nevelője, Paheri térdén
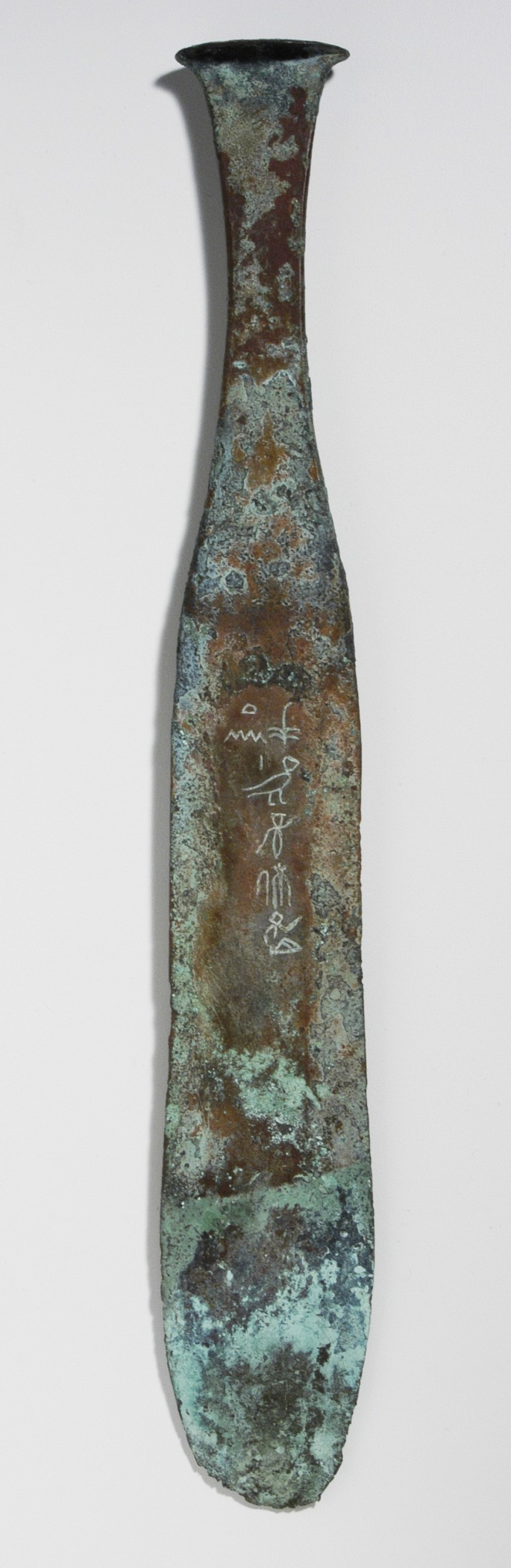
Tőr Uadzsmosze nevével